# Pedro Avelino
Pedro Avelino é um município brasileiro no estado do Rio Grande do Norte. De acordo com Estimativas do IBGE (Instituto Brasileiro de Geografia e Estatística) no ano 2024, sua população era de 6.345 habitantes, distribuídos em 952,755 km² de área.

## História
No início, Pedro Avelino ao qual é conhecida hoje em dia era um povoado chamado de "Gaspar Lopes", no qual foi conservado até 1921, quando teve o nome alterado para "Epitácio Pessoa", em homenagem ao Presidente da República que concluíra o ramal da Estrada de Ferro Central do Rio Grande do Norte, ligando a localidade a outras regiões do Estado. Com a chegada da linha do trem e consequente a inauguração da Estação Ferroviária de Epitácio Pessoa, em 8 de janeiro de 1922, o povoado viveu dias de desenvolvimento e de expansão na sua produção agrícola e no comércio, aonde o progresso claramente chegava pela ferrovia. Em 1938 foi elevado a distrito. E em 3 de dezembro de 1948 desmembrou-se do Município de Angicos, ao qual conquistou sua independência e foi elevado à categoria de município sendo datada pelo Decreto Estadual nº 146, de 23 de dezembro de 1948, numa homenagem prestada ao jornalista do Município de Angicos, Pedro Celestino Costa Avelino, falecido em 1923. Desde então passou a ser chamada de Pedro Avelino.